# Iriya (metropolitana di Tokyo)
La stazione di Iriya (入谷駅?, Iriya-eki) è una stazione della metropolitana di Tokyo. Si trova nel quartiere di Taitō. La stazione è servita dalla linea Hibiya della Tokyo Metro, ed è a poca distanza dalla stazione di Uguisudani sulla linea Yamanote della JR East.

## Struttura
La stazione è dotata di due marciapiedi laterali con due binari sotterranei.
| 1 | Linea Hibiya | per Ueno, Ginza, Naka-Meguro e Kikuna, |
| 2 | Linea Hibiya | per Kita-Senju e Tōbu Dōbutsu Kōen     |

## Stazioni adiacenti
| «            | Servizio     | »            |
| Linea Hibiya | Linea Hibiya | Linea Hibiya |
| ------------ | ------------ | ------------ |
| Ueno         | -            | Minowa       |